# Галицький район
Га́лицький райо́н — колишній район України на півночі Івано-Франківської області. Районний центр: Галич. Площа району 723 км².

## Географія
Район розташований на межі двох фізико-географічних регіонів: Українських Карпат та південно-західної частини Східноєвропейської рівнини. Близько 8 % території району займають річки (серед них одна з найбільших у Європі — Дністер), озера, ставки. Районний центр — стародавнє місто Галич.
Він розміщений між такими промисловими центрами: Івано-Франківськ, Львів, Тернопіль, Стрий, Калуш, з якими з'єднаний густою сіткою сполучень.
Район багатий на природні копалини: марганцеву руду, вапняки, мергелі, суглинки, глину, пісок, гравій, торф, марганцева руда. Завдяки цьому тут розвивається місцева промисловість. Провідна галузь промисловості — харчова.

## Історія

### Середньовіччя
Перша згадка про Галич є у літописах (1113), хоча археологи припускають, що місто виникло в середині Х ст. Колишній центр літописного Галича розташований за 6 км від сучасного міста в селі Крилос на однойменній горі. Найбільший розквіт Галича як міста й адміністративного центру припадає на період князювання Ярослава Осмомисла (1153–1187), згаданого в «Слові о полку Ігоревім».
У 1241-му місто було зруйноване монгольською навалою, після чого король Данило Галицький переніс столицю до міста Холм. Старе місто залишалося резиденцією єпископа, а згодом під горою у гирлі Дністра виросло нове місто.
1367 року Галич отримав магдебурзьке право. Цього ж року було збудовано дерев'яний замок, а в XVI ст. — кам'яний, руїни якого можна побачити і тепер. На місці старого Галича та його околиць нещодавно створено Національний заповідник «Давній Галич».
До найдавніших поселень району належать також Бовшів (1153), Дитятин (1424), Мединя (1441).

### Радянський період
Утворений 17 січня 1940 року з міської ґміни Галич та сільських Боднарів і Блюдники.
Указом Президії Верховної Ради УРСР 23 жовтня 1940 р. до Галицького району передана Ганівецька сільська рада з Більшівцівського району, а Майданська сільська рада передана з Галицького району до Станіславського району.

### Діяльність ОУН і УПА
На території району діяла районна організація ОУН, очолювана районним проводом ОУН, який підпорядковувався Галицькому повітовому (з листопада 1944 р. — надрайонному) проводу ОУН, а з 1945 р. — Станіславському надрайонному проводу ОУН.
За даними облуправління МГБ у 1949 р. в Галицькому районі підпілля ОУН найактивнішим було в селах Мединя, Боднарів і Селище.

### Післявоєнний період
12 травня 1950 р. райвиконком ухвалив рішення про ліквідацію Селищанської сільради. На 22.01.1955 в районі залишилось 12 сільрад.
6 червня 1957 року до Галицького району приєднано правобережну частину Жовтневого району.
У 1962 році до Галицького району приєднали Бурштинський, Більшівцівський і Рогатинський райони. У 1965 році територію району поділили навпіл і відновили Рогатинський район.

### Відновлення Незалежности
11 березня 2014 року місто Бурштин віднесено до категорії міст обласного значення й виведено зі складу Галицького району.

## Адміністративний устрій
Адміністративно-територіально район поділяється на 1 міську раду, 1 селишну раду та 38 сільських рад, які об'єднують 71 населений пункт і підпорядковані Галицькій районній раді. Адміністративний центр — місто Галич.

## Населення
Розподіл населення за віком та статтю (2001):
| Стать | Всього | До 15 років | 15-24 | 25-44 | 45-64 | 65-85 | Понад 85 |
| --- | ------ | ----------- | ----- | ----- | ----- | ----- | -------- |
| Чоловіки | 30 730 | 6623        | 4290  | 9452  | 6590  | 3641  | 134      |
| Жінки | 34 908 | 6207        | 4293  | 9029  | 7976  | 6887  | 516      |
| \| Статево-вікова піраміда \| Статево-вікова піраміда \| Статево-вікова піраміда \| \| ----------------------- \| ----------------------- \| ----------------------- \| \| Чоловіки \| Вік \| Жінки \| \| 134 \| 85 + \| 516 \| \| 236 \| 80-84 \| 768 \| \| 673 \| 75-79 \| 1599 \| \| 1255 \| 70-74 \| 2276 \| \| 1477 \| 65-69 \| 2244 \| \| 1613 \| 60-64 \| 2199 \| \| 1340 \| 55-59 \| 1724 \| \| 1790 \| 50-54 \| 2128 \| \| 1847 \| 45-49 \| 1925 \| \| 2441 \| 40-44 \| 2313 \| \| 2293 \| 35-39 \| 2127 \| \| 2371 \| 30-34 \| 2277 \| \| 2347 \| 25-29 \| 2312 \| \| 2104 \| 20-24 \| 2127 \| \| 2186 \| 15-20 \| 2166 \| \| 2548 \| 10-14 \| 2453 \| \| 2259 \| 5-9 \| 2111 \| \| 1816 \| 0-4 \| 1643 \| |        |             |       |       |       |       |          |
| Статево-вікова піраміда |        |             |       |       |       |       |          |
| Чоловіки | Вік    | Жінки       |       |       |       |       |          |
| 134 | 85 +   | 516         |       |       |       |       |          |
| 236 | 80-84  | 768         |       |       |       |       |          |
| 673 | 75-79  | 1599        |       |       |       |       |          |
| 1255 | 70-74  | 2276        |       |       |       |       |          |
| 1477 | 65-69  | 2244        |       |       |       |       |          |
| 1613 | 60-64  | 2199        |       |       |       |       |          |
| 1340 | 55-59  | 1724        |       |       |       |       |          |
| 1790 | 50-54  | 2128        |       |       |       |       |          |
| 1847 | 45-49  | 1925        |       |       |       |       |          |
| 2441 | 40-44  | 2313        |       |       |       |       |          |
| 2293 | 35-39  | 2127        |       |       |       |       |          |
| 2371 | 30-34  | 2277        |       |       |       |       |          |
| 2347 | 25-29  | 2312        |       |       |       |       |          |
| 2104 | 20-24  | 2127        |       |       |       |       |          |
| 2186 | 15-20  | 2166        |       |       |       |       |          |
| 2548 | 10-14  | 2453        |       |       |       |       |          |
| 2259 | 5-9    | 2111        |       |       |       |       |          |
| 1816 | 0-4    | 1643        |       |       |       |       |          |

Національний склад населення за даними перепису 2001 року:
| Національність | Кількість осіб | Відсоток |
| -------------- | -------------- | -------- |
| українці       | 64777          | 98,69 %  |
| росіяни        | 642            | 0,98 %   |
| поляки         | 57             | 0,09 %   |
| білоруси       | 54             | 0,08 %   |
| молдовани      | 23             | 0,04 %   |
| інші           | 87             | 0,13 %   |

Мовний склад населення за даними перепису 2001 року:
| Мова       | Кількість осіб | Відсоток |
| ---------- | -------------- | -------- |
| українська | 64989          | 99,01 %  |
| російська  | 563            | 0,86 %   |
| білоруська | 21             | 0,03 %   |
| молдовська | 13             | 0,02 %   |
| польська   | 13             | 0,02 %   |
| інші       | 41             | 0,06 %   |

2013 року населення району було сконцентроване в двох містах (Бурштин і Галич), одному селищі міського типу Більшівці та 68-ми селах об'єднаних у 38 сільських рад. Тут проживало близько 65,6 тис. осіб в тому числі 32,035 тис. жінок, 33,691 тис. чоловіків, 23,8 тис. міського та 41,8 тис. сільського населення, 14,2 тис. осіб працюючого населення.
Станом на січень 2015 року (після отримання Бурштином обласного підпорядкування) кількість мешканців району становила 44 793 осіб, з них міського населення — 8 308 (Галич та Більшівці), сільського — 36 485 осіб.
Найбільші населені пункти:
- місто Галич — 6256 осіб
- селище міського типу Більшівці — 2052 осіб

## Промисловість
Основу промислового комплексу району складають такі підприємства:
- Бурштинська ТЕС
- ВАТ «Галицький механічний завод»
- ВАТ «Домобудівник»
- ПП «Лімниця»

## Політика
25 травня 2014 року відбулися Президентські вибори України. У межах Галицького району було створено 66 виборчих дільниць. Явка на виборах складала — 85,58 % (проголосували 27 382 із 31 997 виборців). Найбільшу кількість голосів отримав Петро Порошенко — 67,18 % (18 396 виборців); Юлія Тимошенко — 17,68 % (4 842 виборців), Олег Ляшко — 7,07 % (1 937 виборців), Анатолій Гриценко — 3,53 % (967 виборців). Решта кандидатів набрали меншу кількість голосів. Кількість недійсних або зіпсованих бюлетенів — 0,49 %.

## Культура

### Музеї
- Музей «Берегиня», м. Бурштин

У складі Національного заповідника «Давній Галич»:
- Музей народної архітектури та побуту Прикарпаття, с. Крилос — музей просто неба.
- Музей караїмської історії та культури, м. Галич.
- Музей історії давнього Галича, с. Крилос.

У складі Галицького національного природного парку:
- Музей природи землі Галицької, с. Крилос.

### Пам'ятки історико-культурної спадщини
У національному заповіднику «Давній Галич» знаходиться ряд пам'яток загальнодержавного та світового значення, серед яких фундаменти 14 літописних церков XII—XIII ст., понад 200 пам'яток археології, 18 природоохоронних об'єктів, органічно пов'язаних з пам'ятками історії і архітектури.
У м. Галич:

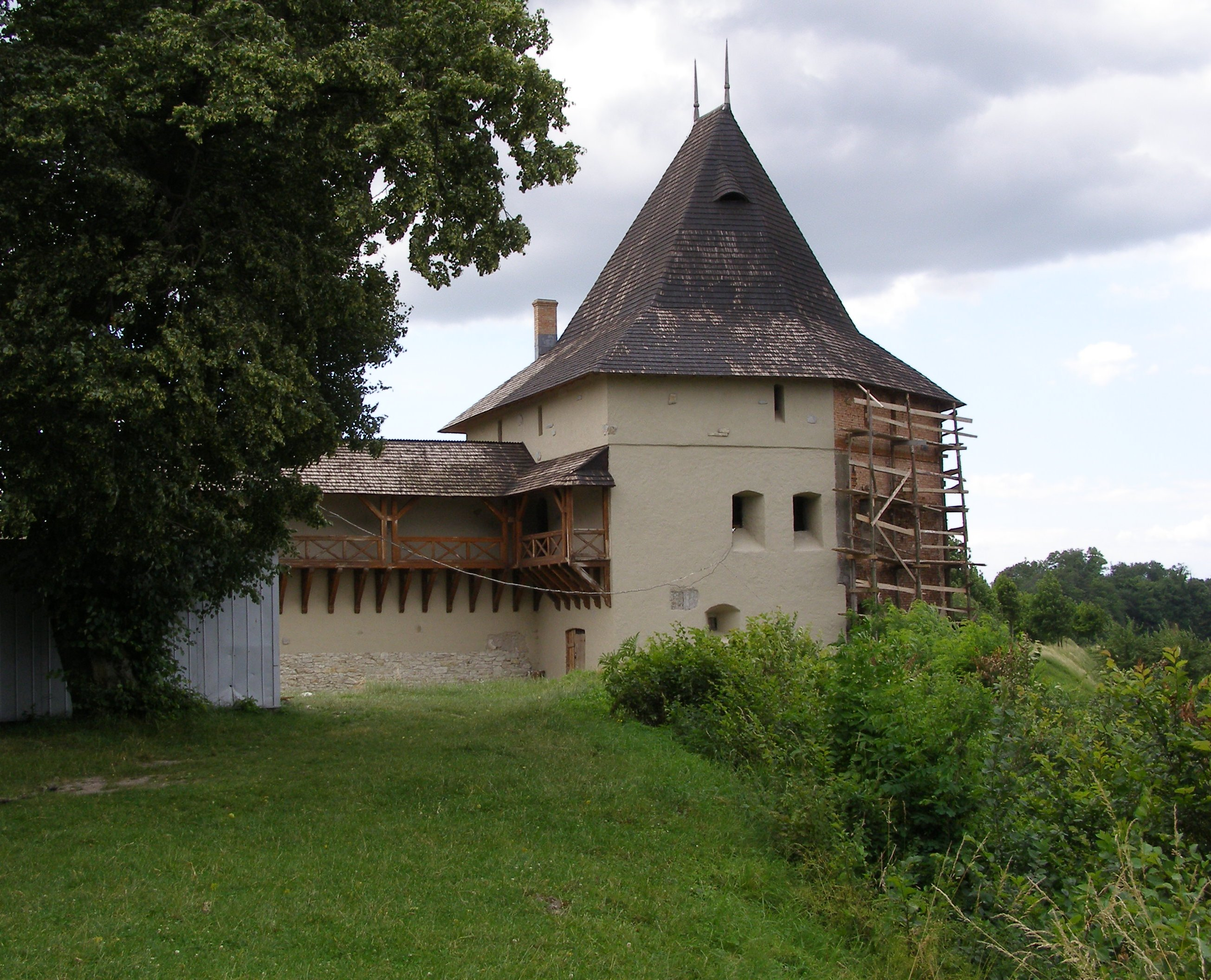
Старостинський замок

- Церкви Різдва Христового XIII—XV ст.,
- Замок XIV—XVII ст. (руїни)

У с. Крилос:
- Залишки княжого Галича у XI—XIII ст.,
- Успенський собор 1157 р. (фундамент)
- Іллінська церква XII ст. (руїни)
- княжа криниця XII ст.
- Успенська церква XVI ст., каплиця XV ст.

У с. Шевченкове:
- Перлина галицької архітектури школи XII ст. церква Св. Пантелеймона, У селищі Більшівці:
- костьол Кармелітів XVII ст. з монастирським комплексом

### Лікувальні та мінеральні води
На території Галицького району є такі мінеральні джерела: «Чисте джерело», «Зачарована Христина», «Наша вода», «Міреллі», «Княжа криниця». Всі вони розташовані в смт. Більшівці. За своєю природною мінералізацією води відносяться до столових вод і мають чудові смакові якості. Рекомендовані для вживання українським НДІ медичної реабілітації і курортології як для пиття, так і для приготування їжі. Мінералізація води становить 0,4—0,8 г/дм куб, що, на відміну від вод з високою мінералізацією, дає змогу вживати її для пиття в необмеженій кількості.

## Відомі люди
- У 1901–1902 рр. в селі Вікторів жив і творив український композитор Денис Січинський.
- Вихідцем із с. Тустань є відомий український педагог, перекладач, лексикограф XVI ст. Лаврентій Зизаній.
- Дмитро Вітовський (* 8 листопада 1877 Медуха — † 2 серпня 1919) — політик, полковник Легіону Українських Січових Стрільців, полковник УГА, Державний секретар Військових Справ ЗУНР.
- Рудольф Мох — священник Української Греко-Католицької церкви, письменник, громадський діяч, один із продовжувачів справи «Руської Трійці», діяч Головної Руської Ради, секретар «Руської Ради народної».